# Kristaq Dhamo
Kristaq Dhamo est un réalisateur et scénariste albanais né le 20 avril 1933 à Fier (Albanie) et mort le 14 août 2022.

## Carrière
Son film Tana (1958) est le premier long métrage de fiction véritablement albanais, inspiré du roman de Fatmir Gjata. Tana, une jolie fille aux idées avancées, est amoureuse de Stefan, qui vit dans un village de montagne deshérité. Elle devra affronter bien des difficultés, à commencer par l'hostilité de son grand-père et la jalousie d'un autre garçon. Pour l'anecdote, signalons que l'on aperçoit dans ce film le premier baiser à l'écran dans un film albanais. 
La Tempête (1959) évoque, à travers les amours de Zana et Beni, ce que furent de 1942 à 1945 les luttes clandestines contre l'occupant italien, puis allemand.
Detyrë e posaçme (1963), un film d'espionnage, s'appuie sur une histoire vraie des années 1950. 
Des faits réels, empruntés une nouvelle fois à un roman de Fatmir Gjata, servent également de point de départ au film Les Premières années (1965), situé pendant l'assèchement du marais de Maliq. 
Matins de guerre (1971) met en scène les enfants d'une petite ville qui, durant la Seconde Guerre mondiale, se trouvent brusquement confrontés à deux soldats allemands au bord d'un lac. 
Dans Les Sillons (1973), Marta, une jeune femme déterminée, décide de conduire un tracteur. Son mari semble l'approuver, mais elle découvre bientôt son véritable visage.
Le dernier film de Dhamo à ce jour, Botë e padukshme (1987), brosse le portrait d'une femme médecin, courageuse et passionnée, dans son combat contre l'obscurantisme.

## Filmographie
- 1958 : Tana, également scénariste
- 1959 : La Tempête (Furtuna), en collaboration avec Juri Ozerov
- 1960 : Ansambli i këngëve dhe valleve, également scénariste
- 1963 : Detyrë e posaçme
- 1965 : Les Premières Années (Vitet e para), également scénariste
- 1966 : Ata nuk vdesin
- 1967 : Miqësi revolucionare
- 1970 : Gjurma
- 1971 : Matins de guerre (Mëngjese lufte)
- 1973 : Les Sillons (Brazdat)
- 1978 : Nga mesi i errësirës
- 1981 : Qortimet e vjeshtës, également scénariste
- 1984 : Vendimi
- 1987 : Botë e padukshme, également scénariste